# 1884年の相撲
1884年の相撲（1884ねんのすもう）は、1884年の相撲関係のできごとについて述べる。

## 天覧相撲
3月10日、芝浜離宮において、明治天皇による天覧相撲が執り行われた。

## 興行
- 1月場所（東京相撲）[2]
  - 興行場所:本所回向院
  - 1月4日より晴天10日間興行
- 5月場所（東京相撲）[3]
  - 興行場所:本所回向院
  - 晴天10日間興行
- 9月場所（大阪相撲）[4]
  - 興行場所:難波新地新金毘羅神宮
  - 晴天10日間興行
- 11月場所（三都合併相撲）[5]
  - 興行場所:京都

## 誕生
- 1月1日 - 小ノヶ嵜金藏（最高位：前頭5枚目、所属：熊ヶ谷部屋、+ 1967年【昭和42年】）[6]
- 1月20日 - 竜ヶ嵜枩太郎（最高位：小結、所属：阿武松部屋→出羽ノ海部屋、+ 1947年【昭和22年】）[7]
- 1月21日 - 千年川亀之助（最高位：小結、所属：立田山部屋、+ 1936年【昭和11年】）[8]
- 2月3日 - 加古川辰藏（最高位：大関（大阪相撲）、所属：小野川部屋、+ 1945年【昭和20年】）
- 2月4日 - 佐賀ノ海初太郎（最高位：前頭6枚目、所属：出羽ノ海部屋、+ 1937年【昭和12年】）[9]
- 8月3日 - 八甲山純司（最高位：前頭4枚目、所属：若松部屋→湊川部屋→高嶋部屋、+ 1951年【昭和26年】）[9]
- 10月25日 - 白梅文治郎（最高位：張出前頭（18枚目格）、所属：白玉部屋→峰崎部屋、+ 1936年【昭和11年】）[10]
- 11月1日 - 五十嵐敬之助（最高位：前頭4枚目、所属：勝ノ浦部屋、+ 1964年【昭和39年】）[11]

## 死去
- 8月14日 - 14代木村庄之助（立行司（現役没）、* 1826年【文政9年】）[12]
- 11月16日 - 雷電震右エ門（最高位：大関、所属：阿武松部屋→千賀ノ浦部屋、年寄：阿武松、* 1842年【天保13年】）